# 島津貴晴
島津 貴晴（しまづ たかはる、1917年（大正6年） - 1940年（昭和15年））は、垂水島津家最後の当主・男爵島津貴暢の長男。
妻子ないまま死去し、妹の貴古（1921年 - 1992年）は他家に嫁いだため、貴暢の死をもって垂水島津家は断絶した。